# Лешенка (река)
Лешенка — река в Сосковском и Кромском районах Орловской области, левый приток реки Крома. Устье реки находится в 30 км по левому берегу. Длина реки составляет 19 км, площадь водосборного бассейна — 104 км².

## Данные водного реестра
По данным государственного водного реестра России относится к Окскому бассейновому округу, водохозяйственный участок реки — Ока от истока до города Орёл, речной подбассейн реки — бассейны притоков Оки до впадения Мокши. Речной бассейн реки — Ока.
Код объекта в государственном водном реестре — 09010100112110000017715.